# Matthieu López Herrero
Matthieu López Herrero (23 de agosto de 1982, Francia), es un exjugador de rugby español. Su posición habitual era de medio melé.

## Biografía
Matthieu comenzó a jugar al rugby a la edad de siete años en un pueblo llamado Marans a veinte kilómetros de La Rochelle donde, por entonces, competía su padre. Con diecisiete entró a formar parte del centro de formación del Stade Rochelais de la ciudad francesa de La Rochelle donde estuvo cuatro temporadas. En 2002 se proclamó campeón de Francia sub-23 con este equipo. En 2003 debutó con el primer equipo en ProD2, equivalente a la División de Honor B española.
En 2004, Matthieu abandona La Rochelle y ficha por el Racing Club Chalonnais de Chalon-sur-Saône donde milita una temporada hasta que en 2006 entra a formar parte de las filas del Mont-de-Marsan, club en el que juega actualmente y en el que compite al más alto nivel pues juega en el poderoso Top 14 francés, tras conseguir el año pasado su ascenso a esta categoría desde ProD2. 
Uno de los momentos más amargos de su vida profesional fue cuando en mayo de 2008 sufrió la rotura de los ligamentos cruzados de la rodilla, motivo por el cual ha permanecido inactivo hasta enero de 2009, momento en el que pudo volver a los entrenamientos con sus compañeros y que motivó una nueva llamada de la selección española para los partidos de la European Nations Cup frente a Georgia y Portugal.

## Carrera profesional

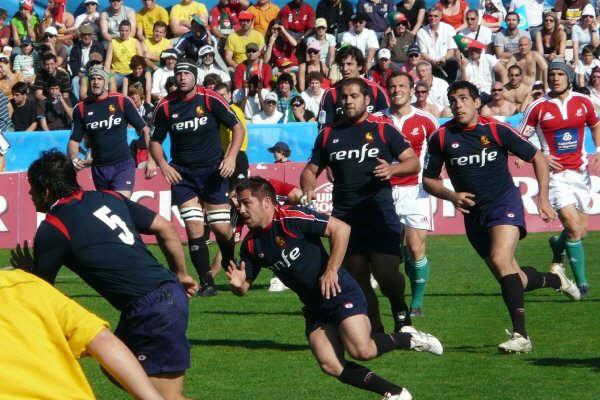
Matthieu López jugando con la selección española frente a Portugal

### Clubes
| Temporada(s) | Club                   | Partidos | Titular | Puntos |
| ------------ | ---------------------- | -------- | ------- | ------ |
| 1999-2004    | Stade Rochelais        |          |         |        |
| 2004-2005    | Racing Club Chalonnais |          |         |        |
| 2006-2010    | Mont-de-Marsan         | 75       | 50      | 5      |
| 2010-2011    | CA Saint-Étienne       |          |         |        |
| 2011-2013    | US Carcassonne         |          |         |        |
| 2013-2014    | RAC Angérien           |          |         |        |

### Selección
En 2007, Matthieu López se puso en contacto con Ged Glyn, actual seleccionador nacional, para darse a conocer y poder entrar en sus planes de cara a poder contar con él en diversos compromisos internacionales. De esa forma pudo de debutar con la Selección nacional en la gira que realizó España por Chile y Uruguay debutando ante los primeros con victoria por 25-30 el 15 de agosto de 2007. Sin embargo, debido a la negativa de su actual club, no pudo participar con la selección en sus diversos compromisos en el Seis Naciones B durante todo el 2008, que unido a la grave lesión de ligamentos sufrida en mayo de ese mismo año, le ha impedido volver a ser convocado hasta este mismo año. Glyn le llamó de nuevo para disputar los partidos contra Georgia y Portugal en marzo de 2009.
En total, ha sido internacional en cuatro ocasiones con la Selección nacional en la que ha metido un total de tres puntos (Un drop frente a Chile)